# Tulln (stacja kolejowa)
Tulln (niem. Bahnhof Tulln) – stacja kolejowa w Tulln an der Donau, w kraju związkowym Dolna Austria, w Austrii. Jest ważnym węzłem kolejowym na Franz-Josefs-Bahn biegnącej z Wiednia do Gmünd.

## Historia
Stacja została otwarta w 1870 roku wraz z otwarciem odcinka Eggenburg-Wiedeń linii Franz-Josefs-Bahn. 15 lat później otwarto Tullnerfelder Bahn między Tulln a St. Pölten Hauptbahnhof. W 1890 urodził się na tej stacji malarz Egon Schiele, którego ojciec był wówczas zawiadowcą stacji.
Od 1 czerwca 1965 roku po raz pierwszy zaczęły kursować pociągi S-Bahn z Wiednia, ale wkrótce pociągi zostały zawieszone. W 1975 r. Ruch w kierunku Wiednia został odwrócony, a od 1978 linia do Tulln została zelektryfikowana. W 1979 nastąpiła elektryfikacja linii Franz-Josefs-Bahn do Absdorf-Hippersdorf, a w 1981 Tullnerfelder Bahn.
W latach 2017–2019 stacja zostanie przebudowana oraz zmieniony układ stacji do dwóch peronów wyspowych.

## Linie kolejowe
- Linia Franz-Josefs-Bahn
- Linia Tullnerfelder Bahn

## Połączenia
| Linia | Trasa | Częstotliwość (min) | Uwagi                         |
| ----- | --- | ------------------- | ----------------------------- |
| REX   | Wien FJBf – Tulln/Donau – Absdorf-Hippersdorf – Krems/Donau                                                                                     | ~60                 | w godzinach szczytu 30 min    |
| REX   | Wien FJBf – Tulln/Donau – Absdorf-Hippersdorf – Sigmundsherberg – Gmünd – Ceske Velenice                                                        | ~60/120             | w godzinach szczytu 30/60 min |
| S4    | Wien Franz-Josefs-Bahnhof – Wien Spittelau – Wien Heiligenstadt – Klosterneuburg-Kierling – Tulln – Tullnerfeld – Herzogenburg – St. Pölten Hbf | ~30/60              |                               |